# Anaya lutescens
Anaya lutescens är en insektsart som först beskrevs av Walker 1858.  Anaya lutescens ingår i släktet Anaya och familjen Flatidae. Inga underarter finns listade i Catalogue of Life.